# كويزي برازيلي
كويزي برازيلي (الاسم العلمي: Cantharellus brasiliensis) هو نوع من الفطريات يتبع جنس الكويزي من فصيلة الكويزية.